# Angelika Schwalber
Angelika Schwalber (* 1974 in Fürstenfeldbruck) ist eine deutsche Konditormeisterin, Kochbuch-Autorin und Unternehmerin.

## Leben
Angelika Schwalber stammt aus einer Landwirtschaftsfamilie. Im Jahr 2004 sorgte sie bei dem von Barry Callebaut initiierten Wettbewerb German Chocolate Master für Furore und vertrat Deutschland im Anschluss auch erfolgreich bei den Weltmeisterschaften der Schoko-Künstler in Paris. Zwischen November 2009 und Januar 2018 moderierte sie die Serie „Herzhaft & süß“ beim Bayerischen Fernsehen, an der Seite des Kochs Alfons Schuhbeck.

## Veröffentlichungen (Auszug)
- mit Alfons Schuhbeck: Herzhaft & Süß, Raffiniert Kochen und Backen. München 2010, ISBN 978-3-89883-257-1.
- mit Alfons Schuhbeck: Feines aus dem Ofen. München 2011, ISBN 978-3-89883-298-4.
- mit Alfons Schuhbeck: Herzhaft & süß. München 2013, ISBN 978-3-89883-381-3.
- mit Alfons Schuhbeck: Herzhafte & süße Snacks – Feine Leckerbissen. München 2014, ISBN 978-3-89883-458-2.

## Auszeichnungen
- German Chocolate Master 2004[1]

## Privat
Schwalber lebt seit 2007 in Bonn, ist verheiratet und Mutter zweier Töchter (* 2009 und 2011).